# Österreichische Nationalmannschaft
Österreichische Nationalmannschaften repräsentieren die österreichischen Sportverbände auf internationaler Ebene.

## American Football
- Herren: Österreichische American-Football-Nationalmannschaft

## Basketball
- Herren: Österreichische Basketballnationalmannschaft

## Eishockey
- Herren: Österreichische Eishockeynationalmannschaft
- Damen: Österreichische Eishockeynationalmannschaft der Frauen

## Faustball
- Herren: Österreichische Faustballnationalmannschaft

## Fußball
- Herren: Österreichische Fußballnationalmannschaft
- Damen: Österreichische Fußballnationalmannschaft der Frauen
- U-21-Team: Österreichische Fußballnationalmannschaft (U-21-Männer)
- U-20-Team: Österreichische Fußballnationalmannschaft (U-20-Männer)
- U-19-Team: Österreichische Fußballnationalmannschaft (U-19-Junioren)
- U-18-Team: Österreichische Fußballnationalmannschaft (U-18-Junioren)
- U-17-Team: Österreichische Fußballnationalmannschaft (U-17-Junioren)
- U-16-Team: Österreichische Fußballnationalmannschaft (U-16-Junioren)
- Amateure: Österreichische Fußballnationalmannschaft der Amateure
- B-Mannschaft: Österreichische B-Fußballnationalmannschaft
- Olympia-Auswahlmannschaft: Österreichische Fußballolympiamannschaft
- Challenge 2008: Challenge 2008

## Handball
- Männer: Österreichische Männer-Handballnationalmannschaft
- Damen: Österreichische Frauen-Handballnationalmannschaft

## Hockey
- Herren: Österreichische Hockeynationalmannschaft der Herren
- Damen: Österreichische Hockeynationalmannschaft der Damen

## Rugby-Union
- Herren: Österreichische Rugby-Union-Nationalmannschaft
- Damen: Österreichische Rugby-Union-Nationalmannschaft der Damen

## Tennis
- Damen: Österreichische Fed-Cup-Mannschaft
- Herren: Österreichische Davis-Cup-Mannschaft

## Volleyball
- Herren: Österreichische Volleyballnationalmannschaft der Männer
- Damen: Österreichische Volleyballnationalmannschaft der Frauen